# NGC 95
NGC 95는 물고기자리 방향에 있는 나선 은하이다.